# Franks Wild Years
Franks Wild Years — десятый студийный альбом автора-исполнителя Тома Уэйтса, изданный 17 августа 1987 года.

## Об альбоме
Название Franks Wild Years альбом получил от одноимённой песни с Swordfishtrombones. Подзаголовок Un Operachi Romantico in Two Acts подчёркивает, что альбом задуман как пьеса о неком Фрэнке О’Браене. Пьеса Тома проходила в 1986 году в Чикаго, при поддержке компании Steppenwolf Theatre Company. Песни с альбома были использованы в драматических и детективных фильмах и сериалах: «Way Down in the Hole» в «Прослушке», «Temptation» и «Cold Cold Ground» в «Леоло», «Cold Cold Ground» в «Убойном отделе».

## Список композиций
Первая сторона:
| №  | Название                            | Длительность |
| -- | ----------------------------------- | ------------ |
| 1. | «Hang on St. Christopher»           | 2:46         |
| 2. | «Straight to the Top (Rhumba)»      | 2:30         |
| 3. | «Blow Wind Blow»                    | 3:35         |
| 4. | «Temptation»                        | 3:53         |
| 5. | «Innocent When You Dream (Barroom)» | 4:15         |
| 6. | «I'll Be Gone»                      | 3:12         |
| 7. | «Yesterday Is Here»                 | 2:29         |
| 8. | «Please Wake Me Up»                 | 3:36         |
| 9. | «Frank's Theme»                     | 1:49         |

Вторая сторона:
| №  | Название                       | Длительность |
| -- | ------------------------------ | ------------ |
| 1. | «More Than Rain»               | 3:52         |
| 2. | «Way Down in the Hole»         | 3:30         |
| 3. | «Straight to the Top (Vegas)»  | 3:26         |
| 4. | «I'll Take New York»           | 3:58         |
| 5. | «Telephone Call from Istanbul» | 3:12         |
| 6. | «Cold Cold Ground»             | 4:07         |
| 7. | «Train Song»                   | 3:20         |
| 8. | «Innocent When You Dream (78)» | 3:08         |

## Участники записи
- Том Уэйтс — вокал, фортепиано, гитара, меллотрон, барабаны, конга, бубен
- Франсис Тамм — подготовленное фортепиано
- Морис Тэппер — гитара
- Ларри Тэйлор — бас-гитара, контрабас
- Уильям Шиммел — пианино, аккордеон
- Марк Рибо — гитара, банджо
- Линн Джордан — бэк-вокал
- Лесли Холланд — бэк-вокал
- Дэвид Хигалдо — аккордеон
- Грег Коэн — бас-гитара, альт, аранжировка
- Ральф Карни — саксофон, тенор-саксофон, скрипка
- Анжела Браун — бэк-вокал
- Джей Андерсон — бас-гитара
- Майкл Блэр — барабаны, конга, перкуссия, маракас, маримба, колокольчики
- Кэтлин Бреннан — аранжировка